# Olivancillaria teaguei
Olivancillaria teaguei is een slakkensoort uit de familie van de Olividae. De wetenschappelijke naam van de soort is voor het eerst geldig gepubliceerd in 1964 door Klappenbach.